# سام مور (موسيقي)
صموئيل ديفيد مور (بالإنجليزية: Samuel David Moore)‏ هو موسيقي ومغني وملحن ومغن مؤلف أمريكي، ولد في 12 أكتوبر 1935 في ميامي في الولايات المتحدة.

## وصلات خارجية
- سام مور على موقع ميوزك برينز (الإنجليزية)
- سام مور على موقع رولينغ ستون (الإنجليزية)
- سام مور على موقع أول ميوزيك (الإنجليزية)
- سام مور على موقع ديسكوغز (الإنجليزية)